# ガンマレトロウイルス属
ガンマレトロウイルスは、レトロウイルス科の一属。マウス白血病ウイルスやネコ白血病ウイルスが含まれ、哺乳類、爬虫類、鳥類にさまざまな肉腫、白血病、免疫不全を引き起こす。

## ウイルスの分類
ガンマレトロウイルスはレトロウイルス科に含まれ、マウス、猫、豚、霊長類、牛、鳥など、さまざまな哺乳類から見つかることから、人獣共通感染症ウイルスと見なされている。ガンマレトロウイルスは、動物に幅広い影響を及ぼし、多くの種において白血病とリンパ腫などの癌、さまざまな神経疾患、免疫不全などの疾患と関連している。
ガンマレトロウイルスは他のレトロウイルスと類似しており、プラス鎖RNAを二本鎖DNAに逆転写する。二本鎖DNAは非常に安定しており、宿主ゲノムに容易に組み込まれる。ガンマレトロウイルスの例としては、モロニーマウス白血病ウイルス、異種指向性MuLB関連ウイルス、ネコ白血病ウイルス、およびネコ肉腫ウイルスが挙げられる  。 
外来性ガンマレトロウイルスに近縁の内在性レトロウイルスは、ヒトを含む哺乳類、鳥類、爬虫類、両生類のDNAに多く存在する。また、多くは、コアキャプシド形成シグナルと呼ばれる保存されたRNA構造要素を共通して持つ。 
ガンマレトロウイルスは、実験研究で非常によく用いられるレトロウイルスベクターであり、遺伝子治療や遺伝子導入に不可欠である。ガンマレトロウイルスが非常に有用である理由は、ゲノムが非常に単純で使いやすいことと、宿主細胞のゲノムへの組み込み能力が非常に高いことからゲノムの長期発現が可能なことによる。特にレトロウイルスベクターとして一般的に使用されているガンマレトロウイルスは、モロニーマウス白血病ウイルスである 。
遺伝子治療に利用可能なベクターとして、ガンマレトロウイルスは、レンチウイルスベクターとして用いられるHIVに比べていくつかの利点を持つ。具体的には、ガンマレトロウイルスのパッケージングシステムは、gag、polやアクセサリー遺伝子のコード配列と重複する配列を組み込む必要がない。

## 構造

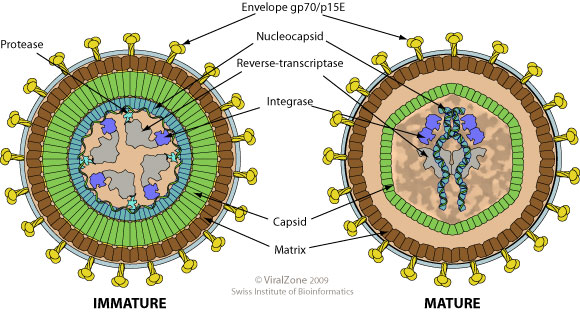
概略図：ガンマレトロウイルスの未成熟および成熟したビリオン

ガンマレトロウイルスは、直径80〜100nmの球状のエンベロープウイルスであり、ヌクレオカプシド、逆転写酵素、インテグラーゼ、キャプシド、プロテアーゼ、エンベロープ、および表面ユニットが含まれる。ヌクレオカプシドはウイルス粒子内の核酸タンパク質集合体であり、ビリオンの下部構造である。逆転写酵素は、ビリオン複製サイクルの中でRNAからDNAへの変換に関与する酵素である。インテグラーゼは逆転写酵素と連携してRNAをDNAに変換する。キャプシドはウイルス粒子のゲノムを取り囲むタンパク質の殻であり、その主な機能はゲノムを保護して宿主細胞に送達することである。ウイルスエンベロープはウイルスキャプシドを取り囲む膜であり、宿主細胞由来の脂質二重膜である 。

## ゲノム

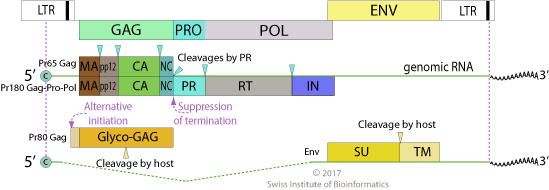
ガンマレトロウイルスゲノムマップ

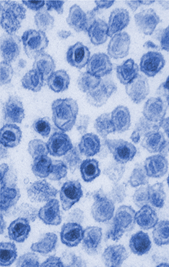
XMRVガンマレトロウイルスの画像

ガンマレトロウイルスのゲノムは、約8.3 kbの一本鎖RNA（+）ゲノムである。 5 'キャップと3'ポリAテールがあり、5 'と3'の両端に2つの長い末端反復領域(LTR)が存在する。この長い末端反復領域には、U5、R、およびU3領域に加えて、3 '末端にポリプリン配列、5'末端にプライマー結合部位がある。典型的なガンマレトロウイルスゲノムは、 gag遺伝子、 pol遺伝子、env遺伝子を持つ。

## 複製サイクル
ガンマレトロウイルスは寄生体として働き、細胞の宿主因子を使用してゲノムを宿主の核に送り込み、その中で細胞の機構を使用してウイルスゲノムを複製し、宿主生物全体に広がり続ける。 DNAの複製中間体ゲノムを持つ一本鎖RNA（+）であるため、ウイルスRNAゲノムをmRNAに直接コピーする機能を持つ。生物学のセントラルドグマに反して、RNAゲノムをDNAに逆転写する。
ビリオンは糖タンパク質SUを介して宿主細胞受容体に付着し、糖タンパク質TMは細胞膜との融合を助ける。その後、ウイルスは脱コーティングを開始し、逆転写を介して一本鎖RNA（+）ゲノムから直鎖の二本鎖DNA分子が形成される。逆転写に関与する酵素は逆転写酵素である。宿主の核膜は有糸分裂中に分解されることから、その間ウイルスの二本鎖DNAは宿主の核に侵入することが可能になる。次に、ウイルスの二本鎖DNAは、ウイルスのDNAを宿主のDNAに組み込むことを可能にする酵素であるウイルスのインテグラーゼを介して、宿主の細胞ゲノムに組み込まれ、プロウイルスと呼ばれる状態になる。この状態では、ガンマレトロウイルスDNAは宿主細胞のゲノムに組み込まれ、ウイルスのmRNAとゲノムRNAを形成するためのテンプレートになっている。二本鎖DNAはPol IIによって転写され、スプライシングされたRNA鎖とスプライシングされていないRNA鎖の両方を生成し、これらのスプライシングされたRNA鎖は宿主細胞の核を離れる。スプライシングされていないウイルスRNAの翻訳により、env、gag、gag-polポリタンパク質が生成される。 Envはポリペプチド前駆体になり、切断されて受容体結合表面を形成する。次に、ビリオンが宿主細胞膜に組み込まれ、ウイルスRNAゲノムがパッケージ化される。ビリオンは原形質膜から出芽し、宿主から放出される。ビリオンが宿主細胞から放出された後、活性なウイルス粒子と遭遇した次の細胞でこのプロセスは繰り返される 。

## 関連疾患と流行
ガンマレトロウイルスの一種である鳥類細網内皮症ウイルスは厳密には鳥類ウイルスではなく、1930年代にマラリアの研究中に誤って鳥類に持ち込まれた哺乳類ウイルスであるとされている。 
異種指向性マウス白血病ウイルス関連ウイルス（XMRV）と呼ばれる特定のガンマレトロウイルスは、実験室で前立腺癌組織に感染することが確認されている。 XMRVは、1990年代半ばの実験室での事故で作成された組換えウイルスである。人間の組織に感染する可能性はあるが、感染に関連する既知の疾患はなく   、実験室外で存在する可能性は低い。2009年に慢性疲労症候群の患者の血球でXMRVが発見されたとされると、論争が起こり、最終的には撤回された 。マウス白血病ウイルス関連ウイルスまたはマウス白血病ウイルスに関連しているとされる50株以上のヒト癌細胞株があり、肺がん細胞株からマウスガメレトロウイルスが発見されたという報告もある。これらのウイルスが癌の発生にどのような役割を果たしているかは不明だが、腫瘍抑制遺伝子を阻害することにより、癌の腫瘍発生段階で最も蔓延していると考えられている。
ガンマレトロウイルスはしばしばコアラで流行を引き起こしており、ヒト免疫不全症候群に類似しているコアラ免疫不全症候群（KIDS）の原因となっている。コアラ免疫不全症候群は、コアラのさまざまな集団の免疫系に影響を及ぼし、病気に感染しやすくなったり、癌に罹患しやすくなる。 HIVと同様に、コアラ免疫不全症候群は子孫に伝染するだけでなく、他のコアラや動物の種にも伝染する可能性がある。ウイルスは飼育下のコアラによく見られ、クイーンズランド州の飼育下のコアラの個体群では、死亡の80％がガンマレトロウイルスに関連している。クイーンズランド州は、コアラの個体数が近い将来絶滅する可能性があることに非常に警戒しており、研究者たちはクイーンズランド州での流行の発生可能性を懸念している 。
コウモリは多くのガンマレトロウイルスを保有している。コウモリは、特に感染の兆候を示すことなく、さまざまな病原体に長期間暴露し続けることができることから、コウモリは他の種に害を及ぼすウイルスに対して免疫を発達させることができるという主張がある。したがって、コウモリは1つだけでなく、いくつかの種類のガンマレトロウイルスを保有している可能性がある。この主張は、トランスクリプトーム解析によって裏付けられている。また、コウモリがガンマレトロウイルスの主な保有者であるという主張を固めるために、いくつかの異なる種類のコウモリを調べられている。ガンマレトロウイルスは、動物から動物への水平感染、または親から子孫へ垂直感染が可能である。
バンドウイルカのゲノムからもガンマレトロウイルスが見つかっている。 Tursiops truncatus endogenous retrovirus (TTEV)と呼ばれるこのガンマレトロウイルスは現存する哺乳類の内在性ガンマレトロウイルスに由来すると考えられている。 TTEVの最初の侵入は約1,000万〜1,900万年前に遡り、300万年以上前に侵入したシャチの内在性ガンマレトロウイルスで確認された。 2009年には、シャチの1種の他、9種のクジラ類のゲノムで別の内因性ガンマレトロウイルスが検出された。つまり、ガンマレトロウイルスのゲノムは、水生哺乳類と陸生哺乳類の両方に存在しているということである。

## 宿主防御
さまざまなガンマレトロウイルスに対するワクチンが開発され、提供されている。ナミビアには世界で最も多い野生のチーターがおり、チーターの生物学と自然行動を理解するための重要な個体群となっている。 2002年6月、ウイルス感染がナミビアのチーター集団に重大な健康問題を引き起こす可能性があるという懸念が生じたため、研究者はネコ白血病ウイルスの検査を実施し、この検査を通じてネコ白血病ウイルスワクチンを開発するために抗体が収集された。このワクチンを接種されたチーターの86％がネコ白血病ウイルス抗体に陽性となる効果を持ち、ナミビアのチーターで成功を収めている。ワクチン接種率が非常に高いことから、チーターはネコ白血病ウイルスなどのガンマレトロビウスの発生を防ぐのに十分な数のワクチン接種を受けている人口がいる集団免疫の状態にある。
ワクチン接種に加えて、ガンマレトロウイルスおよび他のタイプのレトロウイルスの宿主防御因子は動物の間でよく見られる。多くの宿主は、ガンマレトロウイルスを含むレトロウイルスの複製サイクルをブロックする遺伝子を持つ。この遺伝子は、マウス白血病ウイルスの非病原性タンパク質により発見された。このタンパク質は、逆転写後のいくつかのマウス白血病ウイルス株の複製をブロックする。ウイルスの防御は、タンパク質と侵入するウイルスの相互作用による。